# 2021 en Algérie
Chronologie de l’Algérie
- 2017
- 2018
- 2019
- 2020
- 2021
- 2022
- 2023
- 2024
- 2025

Cet article présente les faits marquants de l'année 2021 en Algérie ou relatifs à l'Algérie; datation selon le calendrier grégorien.

## Événements
- Le Hirak[1] (en arabe : الحراك, en français : Mouvement, en berbère : ⴰⵎⵓⵙⵙⵓ ou ⴰⵏⴷⵓⴷⴷⵉ, prononcé : Amussu ou Anduddi[2]) est une série de manifestations hebdomadaires qui ont lieu entre 2019 et 2021 en Algérie pour protester dans un premier temps contre la candidature d'Abdelaziz Bouteflika à un cinquième mandat présidentiel, puis contre son projet, également contesté par l'armée, de se maintenir au pouvoir à l'issue de son quatrième mandat dans le cadre d'une transition et de la mise en œuvre de réformes. Par la suite, les protestataires réclament la mise en place d'une Deuxième République, et le départ des dignitaires du régime, notamment parce que ceux-ci organisent le prochain scrutin avec les candidatures de caciques du régime, ce qui mène à l'élection de l'ancien Premier ministre Abdelmadjid Tebboune, lui-même contesté par les manifestants.
- 21 février : Gouvernement Djerad III
- 12 juin : élections législatives algériennes de 2021 qui ont lieu de manière anticipée afin d'élire pour cinq ans les 407 députés de la neuvième législature de l'Assemblée populaire nationale.
- Juillet et août : feux de forêt de 2021 en Algérie; série d'incendies qui se déroulent dans le nord de l'Algérie, principalement dans la région de Kabylie[3], faisant au moins 90 morts, dont 33 militaires[4].
- 7 juillet : Gouvernement Benabderrahmane/Larbaoui.
- 11 août : meurtre de Djamel Bensmail, survenu à Larbaâ Nath Irathen, wilaya de Tizi Ouzou, lors de son lynchage barbare par une foule qui l'accusait à tort d'être l'auteur[5] d'incendies criminels dans la région, alors qu’il s’était rendu volontairement dans la région pour prêter main-forte aux victimes des incendies et contribuer à leur maîtrise.
- 27 novembre : élections locales algériennes de 2021 qui ont lieu  afin de renouveler pour cinq ans les conseils municipaux des communes, ainsi que les conseils départementaux des wilayas de l'Algérie.

## Sports
- Algérie aux Jeux paralympiques d'été de 2020
- Algérie aux Jeux olympiques d'été de 2020

### Football
- Championnat d'Afrique du Nord des nations des moins de 17 ans 2021
- Équipe d'Algérie de football en 2021
- Championnat d'Algérie de football 2020-2021
- Championnat d'Algérie de football 2021-2022
- Championnat d'Algérie de football de deuxième division 2020-2021
- Championnat d'Algérie de football de deuxième division 2021-2022
- Championnat d'Algérie de football de troisième division 2020-2021
- Championnat d'Algérie de football de troisième division 2021-2022
- Coupe de la Ligue algérienne de football 2020-2021
- Saison 2020-2021 de l'USM Alger
- Saison 2021-2022 de l'USM Alger
- Saison 2020-2021 du MC Alger
- Saison 2020-2021 du CR Belouizdad
- Saison 2020-2021 de la Jeunesse sportive de Kabylie
- Saison 2020-2021 du MC Oran
- Saison 2021-2022 du MC Oran
- Saison 2020-2021 de l'ES Sétif

### Handball
- Équipe d'Algérie masculine de handball au Championnat du monde 2021
- Coupe d'Algérie masculine de handball 2021-2022

## Culture

### Cinéma
- Héliopolis, film dramatique algérien réalisé par Djaffar Gacem et sorti en 2021. Le film évoque les massacres de Sétif, Guelma et Kherrata en 1945. Héliopolis est le nom d'une petite ville à 5 km de la ville de Guelma, où se déroule l'action du film.

## Naissances en 2021
- Naissance en Algérie en 2021

## Décès en 2021
- Décès en Algérie en 2021